# Klara von Hoheneichen
Klara von Hoheneichen ist ein 1790 erschienenes Ritterschauspiel in vier Akten von Christian Heinrich Spieß, das in der Nachfolge von Goethes Drama Götz von Berlichingen „das Publikum in das ‚deutsche Alterthum‘ eines nebelhaften Mittelalters entführte. Das Ritterschauspiel ging über fast alle deutschen Bühnen, wurde von Goethe 1805 am Weimarer Hoftheater zehnmal aufgeführt und konnte sich noch 1824 in Hamburg halten.“

## Inhalt
Bei einem Turnier zu Augsburg hat der Ritter Ursmar von Adelungen die Hand von Klara gewonnen. Als Adelungen kurz darauf in den Kampf gegen die Sachsen zieht, wird Klara allerdings zur Hochzeit mit Hoheneichen gezwungen, auch unter der Androhung, dass man im Fall ihrer Weigerung ihren Geliebten Adelungen ermorden werde.
Diese Geschehnisse werden in Adelungen wieder wach, als ihn der Ritter Otto von Schönborn aufsucht. Ohne Klaras Namen zu nennen, berichtet er davon, wie der wollüstige Tyrann Heinrich von Thüringen gerade eine Veste gestürmt und deren Herrn (Hoheneichen) ermordet hat, um sich Klaras zu bemächtigen. Diese konnte jedoch fliehen und hat sich in Ottos Obhut begeben. Dessen Burg werde nun aber ebenfalls von Heinrich belagert. Schließlich kommt die Nachricht, dass Heinrich die Burg entgegen der Absprache gestürmt hat.
Es gelingt, die Burg Ottos zurückzuerobern, allerdings bleibt Klara in Gewalt Heinrichs. Außerdem kann Adelungen von einer größeren Gruppe unter der Führung Brunos überwältigt und festgenommen werden.
Unter der Bedingung, dass Adelungen frei gelassen werde, stimmt Klara der Hochzeit mit Heinrich zu. Ihr wird eine letzte Unterredung mit Adelungen gestattet. Sie macht mit ihm ein Zeichen aus, das ihr bestätigen soll, dass Adelungen in Sicherheit ist: Sie gibt ihm ein Kästchen mit, in das er einen Dolch legen soll, sobald er in Freiheit sei. Das verschlossene Kästchen werde dann zu Klara zurückgebracht. Mit dem Dolch wolle sie sich dann das Leben nehmen, damit sie sich Heinrich nicht hingeben muss. Adelungen stellt gar in Aussicht, dass er, einmal frei, versuchen wolle, Klara zu befreien. Der Plan der beiden wird aber durchkreuzt, denn Bruno, Heinrichs intriganter Berater, hat dieses Gespräch belauscht.
In der Folge wird Adelungen nicht freigelassen, das vereinbarte Zeichen aber Klara zugespielt. Währenddessen gelangt der totgeglaubte Otto durch einen Geheimgang zu Adelungen und befreit diesen. Gemeinsam machen sie sich auf dem Weg zu Klara. Bruno wird von Adelungen für seine Taten getötet. Heinrich wird von Adelungen begnadigt und schwört, in ein Kloster zu gehen. Der Hochzeit Klaras und Adelungens steht nun nichts mehr im Weg.

## Ausgaben
- Klara von Hoheneichen (Volltext im German Drama Corpus)